# Saint-Nazaire-des-Gardies
Saint-Nazaire-des-Gardies è un comune francese di 78 abitanti situato nel dipartimento del Gard, nella regione dell'Occitania.

## Società

### Evoluzione demografica
Abitanti censiti